# پتر مارین
پتر مارین (انگلیسی: Petre Marin؛ زادهٔ ۸ سپتامبر ۱۹۷۳) بازیکن فوتبال اهل رومانی است.
از باشگاه‌هایی که در آن بازی کرده‌است می‌توان به باشگاه فوتبال استوا بخارست و باشگاه فوتبال راپید بخارست اشاره کرد.
وی همچنین در تیم‌های ملی فوتبال زیر ۲۱ سال رومانی و رومانی بازی کرده‌است.

## زندگی شخصی
فرزند وی، رضوان مارین نیز بازیکن فوتبال است که سابقه بازی برای تیم‌های ملی رده پایه رومانی را در کارنامه دارد.